# Georges Cancrin
Pour les articles homonymes, voir Cancrin.
Le comte Georges Frantsevitch von Cancrin (en russe Его́р Фра́нцевич Ка́нкрин), né le 16 novembre 1774 à Hanau et mort le 10 septembre 1845 à Pavlovsk, est un militaire et homme politique russe. Ce polymathe est général d'infanterie, ministre des Finances du 22 avril 1823 au 1er mai 1844 et directeur général du corps des ingénieurs des mines de Russie, entre autres dignités. 
Il est le fils du minéralogiste allemand Franz von Cancrin (1738-1816), lui-même issu d'une famille de la vieille bourgeoisie hessoise.

## Biographie
Baptisé sous le nom de Daniel Ludwig Cancrin ; de 1790 à 1794, il étudia les sciences juridiques et politiques à Griezen et à Marbourg. 
En 1796, il écrivit le roman fantastique Dagobert, largement inspiré des idéaux de la Révolution française. 
Ses études terminées, il se mit au service de l'État d'Anhalt-Bernburg.
En 1797, Daniel von Cancrin accompagna son père, le minéralogiste Franz von Cancrin en Russie. 
Après un passage dans l'administration de la banque d'Abraham Peretz, dont la haute intelligence économique exerça une forte influence sur le futur ministre des Finances, il se mit au service de l'Empire sous le nom de Georges Frantsevitch Cancrin.
Le père et le fils travaillèrent ensemble aux salines de Staraïa Roussa, puis Georges Cancrin entra (1803) au ministère de l'Intérieur - où il s'occupa tout particulièrement de la production de sel - puis dans l'administration militaire.  

### Carrière militaire
Créé conseiller en 1805, il est nommé en 1809 inspecteur des colonies étrangères de Saint-Pétersbourg ; il publie alors cette même année des Fragments sur l'art de la guerre selon la philosophie militaire, ouvrage inventoriant les atouts stratégiques de la Russie en cas d'invasion étrangère, entendez invasion française. Cet ouvrage prémonitoire, visiblement peu lu en France, prédisait le désastre de la Campagne de Russie et inspira fortement la tactique de la terre brûlée chère au général Barclay.
En 1811, Georges Cancrin fut admis au Conseil de l'Empire,  et devint intendant général de l'armée de l'Ouest en 1812. Il fut nommé général-major en 1818 et écrivit un ouvrage sur l'alimentation des troupes. Georges Cancrin participa aux négociations concernant le montant des indemnités de guerre dues à la Russie après le conflit franco-russe (1812-1813) et parvint à  obtenir de la France la somme de 30 millions de francs pour le Service des remontes, succès qui lui valut la promotion au rang de général (1813). 
Son excellente gestion, puis ce succès, attirèrent l'attention d'Alexandre Ier de Russie qui le nomma en 1813 intendant-général de toutes les armées, et jamais,..., l'armée russe ne fut aussi bien nourrie et soignée que sous son administration. 
Les succès de Georges Cancrin lui valurent de farouches ennemis au sein des conservateurs qui tentèrent de le compromettre en l'accusant de malversations financières durant les négociations de 1813, accusation dont il parvint à se justifier mais qui entacha longtemps sa réputation d'intégrité, à laquelle il tenait tant qu'il proposa alors sa démission (1820), démission qui fut non seulement refusée mais l'Empereur l'admit alors - en intérim - au Conseil de la guerre, lui renouvelant ainsi sa confiance.

### Carrière politique
Alexandre Ier lui confia le portefeuille de ministre des Finances en 1823, c'est-à-dire la succession du comte Gouriev, dont Cancrin avait largement critiqué la désastreuse politique dans son ouvrage Richesse mondiale, richesse nationale et économie politique, paru en 1821. 
Ardent révolutionnaire dans sa jeunesse, Cancrin affichait depuis des opinions très conservatrices : il prit position contre la construction du chemin de fer et l'abolition du servage. 
Il refondit néanmoins le système financier de la Russie impériale et renfloua rapidement et durablement les finances de la Couronne : en 1840, il ordonna d'émettre le « billet de dépôt » pendant que circulaient le rouble argent et les assignats. Ce fut un véritable succès, les assignats furent peu à peu retirés de la circulation, et la monnaie de l'Empire russe se composa uniquement de pièces d'or et d'argent et d'un papier monnaie que l'on pouvait monnayer à égale valeur. 
Le développement de l'industrie fut fulgurant, bien que Cancrin resta toujours persuadé de la viabilité du modèle économique traditionnel : grâce à l'augmentation de la construction de nouvelles usines, la production décupla et la Russie connut une forte hausse de ses exportations. 
L'opposition quasi viscérale de Cancrin à l'initiative privée l'entraîna à commettre des abus de pouvoir, rapidement corrigés par le souverain qui lui conserva toujours son estime : ainsi, la gazette impériale rapporte qu'une vive dispute l'opposa en janvier 1841 à son compatriote Nesselrode, qui réclamait des subventions gouvernementales et des facilités vis-à-vis de l'entreprise privée, ce qu'avait supprimé Cancrin depuis deux ans pour des raisons d'équilibre budgétaire. Cancrin répliqua en rendant tout prêt, privé ou gouvernemental, illégal dans l'Empire. Nesselrode plaida alors sa cause auprès de l'Empereur qui publia en janvier de l'année suivante un décret établissant la Banque impériale chargée de soutenir le commerce et l'industrie en Russie. 
Néanmoins, conscient des besoins croissants de l'Empire en cadres et techniciens, besoins que les membres de l'aristocratie russe répugnaient ou ne pouvaient pas satisfaire, il soutint en 1827 auprès de Nicolas II la refonte du statut des citadins et la création d'une bourgeoisie héréditaire d'État - les citoyens honoraires - distincte de la noblesse, nouvelle classe sociale qui fut effectivement instituée le 10 avril 1832 ; homme de parti mais pas de religion, fidèle à son ancien mentor Abraham Péretz, il favorisa l'intégration des juifs de Russie dans ce nouveau statut.
Au cours de ses vingt et une années de mandat, il augmenta significativement le revenu public par une habile administration ; il fonda des écoles de commerce, de navigation, des eaux et forêts et d'ingénieurs, méritant ainsi le surnom de Colbert russe.

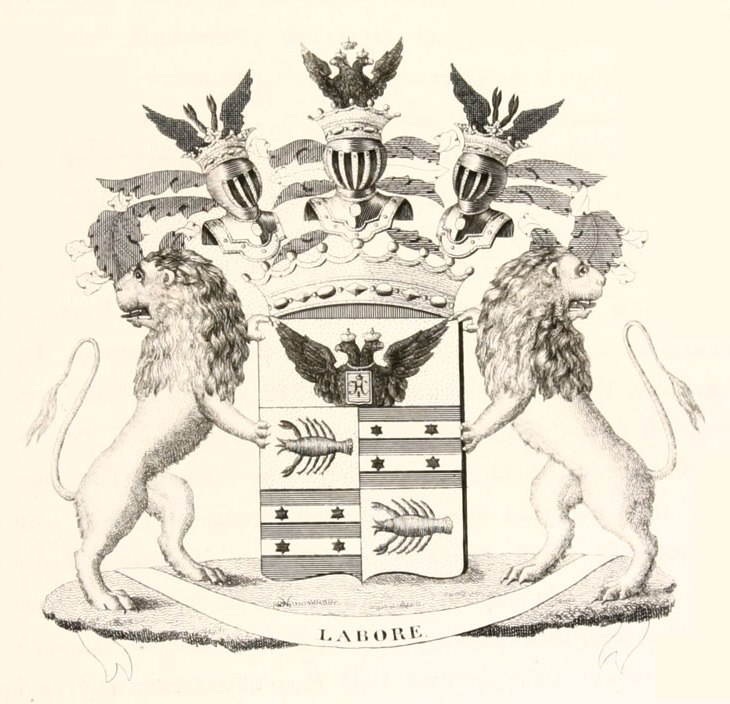
Armes des comtes von Cancrin.

Le 22 septembre 1829, Georges Frantsevitch Cancrin fut élevé à la dignité de comte de l'Empire. Fait rarissime, l'Empereur intervint personnellement dans le dessin des armoiries afin que son propre chiffre y figure, signe de l'estime et de l'affection que Nicolas portait au grand serviteur de l'État, dont la devise était justement: labore.
En 1844, il fut remplacé pour raison de santé par Fiodor Vrontchenko, un de ses fidèles disciples ; l'Empereur n'accepta enfin sa démission que sur promesse de poursuivre sa participation active à l'administration de l'Empire comme sénateur.
Une fois libre de ses mouvements, le sénateur Cancrin partit en mai 1844 prendre les eaux en Allemagne, puis alla se reposer à Paris.
Revenu à Saint-Pétersbourg l'année suivante, il publia Économie de la société, sorte de testament politique où il donnait les grandes lignes de son action, ouvrage visiblement peu au fait des nouvelles théories économiques.
Il mourut d'épuisement le 22 septembre 1845 à Pavlosk, faubourg de la capitale, après une vie dévouée à servir sa patrie d'adoption.
Tout au long de sa longue carrière, le comte Cancrin reçut le soutien appuyé et amical des souverains, notamment de Nicolas Ier. Il est d'ailleurs rapporté que, comme le ministre lui présentait sa démission (1840), l'Empereur la refusa en déclarant qu'ils étaient les deux seuls de l'Empire à qui ce privilège était interdit.
Georges Cancrin avait épousé en 1816 Catherine Zakharievna Mouravieff (1795-1849), parente du général Barclay et de l'Empereur Alexandre Ier, qui lui donna quatre fils et deux filles, dont Elizaveta Egorovna (1821-1883), devenue par son mariage comtesse Lambert, liée d'amitié avec Tourgueniev, avec lequel elle entretint une correspondance personnelle. À la suite d'un accord familial, leurs fils furent élevés dans la foi protestante tandis que leurs filles conservèrent la religion de leur mère.

## Ouvrages
- Dagobert, Geschichte aus dem jetzigen Freiheitskrieg[18] (Altona - 1799)
- Fragmente über die Kriegskunst nach Gesichtspunkten der militärischen Philosophie[19], 1809
- Essai sur l'histoire de l'économie politique des peuples modernes, jusqu'au commencement de l'année 1817 (Paris - 1818)
- Weltreichtum, Nationalreichtum und Staatswirtschaft[20] (Petersburg - 1821)
- Ueber die Militärökonomie im Frieden und im Krieg[21] (Petersburg 1822-23, 3 volumes.)
- Die Oekonomie der menschlichen Gesellschaften[22] (Petersburg - 1845)
- Aus den Reisetagebüchern des Grafen Georg Kankrin, ehemaligen kaiserlich russischen Finanzministers, aus den Jahren 1840-1845[23] Collationné et publié par son beau-fils, le comte Alexandre v. Keyserling (1865, 2 volumes.).
- Im Ural und Altai, Briefwechsel zwischen Alexander von Humboldt und Graf Georg von Cancrin[24] (Leipzig - 1869, Nachdruck Bremen - 2010).

## Honneurs
- Ordre de Sainte-Anne, IIe classe (11 avril 1813)
- Ordre de Saint-Vladimir, IIe classe (8 janvier 1814)
- Ordre de Léopold, Ie classe (1815)
- Ordre du mérite civil de la Couronne (Bavière), IIe classe (1815)
- Ordre de l'Aigle rouge, Ie classe (1816)
- Ordre du Mérite civil (Saxe), Ie classe (1816)
- Ordre de Saint-Alexandre-Nevsky, avec diamants (1er janvier 1824)
- Ordre de Saint-Vladimir, Ie (Grand-Croix) (22 août 1826)
- Ordre de l'Aigle blanc (1828)
- Titre de comte russe (création du 22 septembre 1829, ratifié par le sénat le 25 décembre 1831), avec octroi d'armes d'honneur dessinées par l'Empereur et portant son chiffre[25].
- Ordre de Saint-André, Ie (1er janvier 1832) avec diamants (22 avril 1834)
- Médaille d'honneur de l'Empire russe pour 35 années de service irréprochable (1835)

## Sources
- Nicolas Ier de Russie de Henri Troyat
- "Граф Канкрин и его очерки политической экономии и финансии", 1894
- http://www.museum.ru/1812/Persons/russ/ra_k07.html
- Encyclopédie des gens du monde, vol. 4, Artaud de Mautort, 1834
- Dictionnaire de l'économie politique, Charles Coquelin, 1864
- Dictionnaire raisonné de la conversation et de la lecture, vol. 4, M. W. Duckett & alii, 1862
- Graf Georg von Cancrin und Alexander von Humboldt, H. Beck, Berlin, 1959
- Genealogisches Handbuch der estländischen Ritterschaft, vol. II, Otto-Magnus v. Stackelberg, 1930 (traite des Keyserling et de leurs alliances)
- Notice sur les principales familles de la Russie, pce Pierre Dolgorouky, 1858
- Armorial général contenant la description des armoiries des principales familles nobles et patriciennes d'Europe, T1, Rietstap, 1861